# Pouding-chômeur

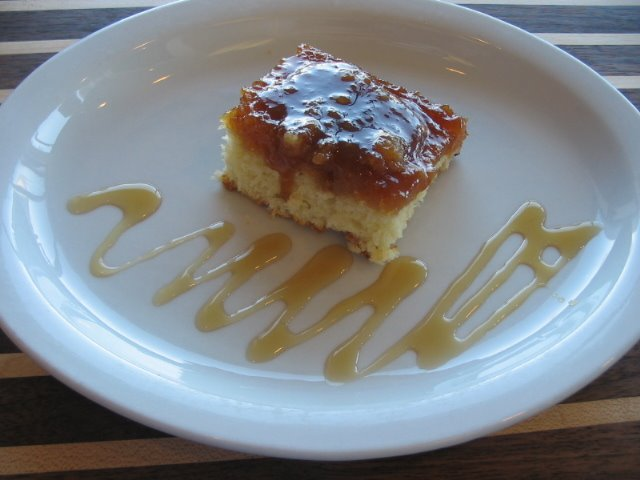
Un pouding-chômeur.

El pouding-chômeur  (pudin para desempleados) es un tipo de postre típico quebequense  creado durante la crisis económica de 1929. Aún hoy es popular y es preparado en los hogares, en restaurantes y en las cabañas de azúcar (cabane à sucre).
También se le llama pouding du chômeur  o pouding au chômeur y a veces la palabra pudding escrita así, con ortografía inglesa.

## Historia
Es un postre económico preparado por las mujeres trabajadoras durante el difícil período de despidos masivos en los distritos industriales de Montreal durante la crisis económica de 1929. El pouding chômeur es una modificación del pudín de migas de pan (bread crumbs pudding) popular en las clases obreras de Inglaterra. Las familias debían desenvolverse con los pocos recursos que tenían y la receta al ser sencilla se propagó rápidamente en los entornos desfavorecidos de Montreal y zonas cercanas. Es una mezcla de cuatro ingredientes principales ingredientes baratos  en esa época (harina, agua, azúcar morena y mantequilla ), aunque podrían agregarse otros ingredientes. Su popularidad ha dado lugar a varias versiones, en particular mediante la sustitución del azúcar morena por jarabe de arce.

## Descripción
Se trata de un pastel blanco hecho de harina, huevos, mantequilla y leche (a veces reemplazada por la crema de leche) al que se le agrega un jarabe de agua y azúcar morena durante la cocción que luego logra una textura más consistente. El pouding chômeur puede ser servido caliente o a temperatura ambiente y a menudo es rociado con una crema hecha con jarabe de arce o servido con helado, lo que lo hace aún más dulce.

### Variantes
En la actualidad el pouding chômeur tiene varias variantes, siendo la más popular la sustitución del azúcar morena por el jarabe de arce. El jarabe de agua y azúcar morena suele ser reemplazado por leche o por crema de leche y a veces el azúcar morena se agrega al jarabe de arce. También existe el pouding chômeur de chocolate.